# Magda Linette
Magda Linette (* 12. Februar 1992 in Posen) ist eine polnische Tennisspielerin.

## Karriere
Linette, die im Alter von sechs Jahren mit dem Tennisspielen begann, gewann 2009 an der Seite von Hanna Orlik den Doppelwettbewerb der Trofeo Bonfiglio, eines der bedeutendsten Juniorenturniere.
Bereits 2007 sammelte sie erste Erfahrungen auf dem ITF Women’s Circuit. 2010 gab sie in Warschau ihr Debüt auf der WTA Tour, nachdem sie vom Veranstalter für die Qualifikation eine Wildcard erhalten hatte; sie schied in der zweiten Runde gegen Anna Tschakwetadse aus. Bis zum Ende des Jahres erreichte sie das Endspiel von sieben ITF-Turnieren der $25.000-Kategorie, von denen sie vier gewinnen konnte, und erzielte dabei eine Serie von 19 Siegen in Folge.
Mittlerweile in den Top 200 der Tennisweltrangliste angelangt, ging Linette bei den French Open 2011 erstmals in der Qualifikation eines Grand-Slam-Turniers an den Start, verlor jedoch in Runde zwei. Anschließend spielte sie vor allem höherdotierte ITF-Turniere, ohne an die Erfolge des Vorjahres anknüpfen zu können. Erst 2013 konnte sich Linette aus ihrer Formkrise befreien, als sie in Straßburg sich erstmals für das Hauptfeld eines WTA-Turniers qualifizierte und gleich in die zweite Runde einzog, in der sie der späteren Turniersiegerin Alizé Cornet unterlag. Anschließend rückte sie in Baku bis ins Halbfinale vor, wobei sie von der verletzungsbedingten Aufgabe Ons Jabeurs profitierte. Im Saisonverlauf gelangen ihr drei weitere Finalteilnahmen bei ITF-Turnieren, von denen sie eine in der $25.000-Kategorie siegreich gestalten konnte.
Das Jahr 2014 verlief für Linette, die sowohl in Paris als auch in Wimbledon und in New York in der ersten Runde der Qualifikation ausschied, wieder überwiegend durchwachsen. Allerdings gelang ihr dann in Asien eine weitere Serie von 12 Siegen in Folge, und beim Challenger-Turnier in Ningbo gewann sie mit einem Finalerfolg über Wang Qiang ihren mit Abstand größten Titel bis dahin. Davor hatte sie in Guangzhou im Doppel an der Seite von Alizé Cornet in ihrem ersten WTA-Finale gestanden, in dem sie sich jedoch Chuang Chia-jung und Liang Chen geschlagen geben mussten. Nach zwei weiteren ITF-Titeln der $25.000-Kategorie zum Auftakt der Saison 2015 gelang ihr erstmals der Sprung unter die besten 100 der Weltrangliste und damit bei den French Open die erstmalige Teilnahme an der Hauptrunde (Aus in Runde eins). Bei den US Open feierte sie gegen Urszula Radwańska ihren ersten Sieg in der Hauptrunde eines Grand-Slam-Turniers, bevor sie in Runde zwei deren Schwester Agnieszka Radwańska unterlag. Ihr bestes Saisonergebnis erzielte sie dann in Tokio, wo sie zum ersten Mal im Einzelfinale eines WTA-Turniers stand, das sie gegen Yanina Wickmayer verlor.
2016 gewann sie nach schwachem Saisonstart auf Hartplatz in Cagnes-sur-Mer ein $100.000-Turnier. Bei den Olympischen Spielen in Rio de Janeiro erhielt sie von der ITF eine Startberechtigung für das Hauptfeld der Einzelkonkurrenz, unterlag dort aber zum Auftakt Anastassija Pawljutschenkowa. Durch ihren Viertelfinaleinzug in Tokio konnte sie das Jahr erneut unter den Top 100 beenden. 2017 rückte sie bei den French Open zum ersten Mal in die dritte Runde eines Grand-Slam-Turniers vor und verlor dort erst gegen Elina Switolina. Daneben erzielte sie in Kuala Lumpur nach fünf Niederlagen zu Saisonbeginn ihre einzige WTA-Halbfinalteilnahme des Jahres und zog in Wuhan gegen Saisonende ins Achtelfinale ein.
Im darauf folgenden Jahr erreichte Linette zum Auftakt bei den Australian Open die dritte Runde. Anschließend spielte sie vor allem kleinere WTA-Turniere sowie die Qualifikationen bei Premier-Turnieren. Ihr einziges Endspiel des Jahres erreichte sie beim WTA-Challenger in Bol, wo sie im Finale Tamara Zidanšek unterlag. Das beste Ergebnis auf der WTA Tour gelang ihr einmal mehr in Asien, in Nanchang, mit dem Einzug ins Halbfinale, in dem sie der späteren Siegerin Wang Qiang unterlag. Nach Jahren der Stabilisierung auf den unteren Position der Top 100 verbesserte sich Linette 2019 kontinuierlich im Ranking. Nach ihrem Halbfinaleinzug in Hua Hin gewann sie beim $100.000-Turnier in Manchester, wo sie auf Rasen im Finale Sarina Dijas schlug, und in Wimbledon erreichte sie zum ersten Mal die dritte Runde, in der sie gegen Petra Kvitová ausschied. Im Anschluss errang sie bei den New Yorker Bronx Open aus der Qualifikation kommend ihren zweiten WTA-Einzeltitel, als sie sich im Endspiel gegen Camila Giorgi durchsetzte. Einen Monat später kam sie auch in Seoul ins Endspiel, in dem ihr Karolína Muchová jedoch keine Chance ließ. Die Saison schloss sie daraufhin erstmals unter den besten 50 der Welt ab.
Vor dem coronabedingten Saisonabbruch 2020 gewann sie in Hua Hin durch einen Finalsieg über Leonie Küng ihren zweiten WTA-Titel und erzielte in der Folgewoche mit Platz 33 ihre bislang beste Weltranglistenposition. Nach der Wiederaufnahme der Saison, gelang Linette bei den US Open der erstmalige Einzug in die dritte Runde. Aufgrund einer Operation am Knie verpasste Linette Anfang 2021 den Saisonauftakt in Australian und stieg erst in Miami wieder auf der Tour ein. In Straßburg meldete sie sich mit einem Einzug ins Halbfinale zurück und erreichte die Woche darauf bei den French Open zum zweiten Mal nach 2018 die dritte Runde, wobei sie von der Aufgabe der Weltranglistenersten Ashleigh Barty profitierte. Außerdem rückte sie an der Seite von Bernarda Pera im Doppelwettbewerb erstmals ins Halbfinale eines Grand-Slam-Turniers vor, in dem sich die beiden den späteren Siegerinnen Barbora Krejčíková und Kateřina Siniaková geschlagen geben mussten. In Wimbledon errang sie dann gegen Elina Switolina ihren ersten regulären Erfolg über eine Spielerin aus den Top 10, sie kam dort wie schon 2019 bis zur dritten Runde. Danach stieß Linette in San José ins Viertelfinale vor und erreichte in Cleveland das Halbfinale. Bei ihrer zweiten Teilnahme an Olympischen Sommerspielen scheiterte sie in Tokio in der ersten Runde des Einzelwettbewerbs an Aryna Sabalenka. Im Doppel ging sie mit Alicja Rosolska an den Start und schied ebenfalls in der ersten Runde gegen Bethanie Mattek-Sands und Jessica Pegula aus.
2011 gab sie bei der 1:2-Niederlage gegen Bulgarien ihren Einstand für die polnische Fed-Cup-Mannschaft. Seitdem hat sie für ihr Land 23 Partien (Einzel und Doppel) bestritten, von denen sie 14 gewinnen konnte (Einzelbilanz 10:8).

## Turniersiege

### Einzel
| Nr. | Datum              | Turnier        | Kategorie         | Belag     | Finalgegnerin         | Ergebnis       |
| --- | ------------------ | -------------- | ----------------- | --------- | --------------------- | -------------- |
| 1.  | 13. Juni 2010      | Szczecin       | ITF $25.000       | Sand      | Margit Rüütel         | 6:2, 6:0       |
| 2.  | 8. August 2010     | Hechingen      | ITF $25.000       | Sand      | Silvia Soler Espinosa | 7:5, 3:6, 6:2  |
| 3.  | 15. August 2010    | Versmold       | ITF $25.000       | Sand      | Irina-Camelia Begu    | 6:2, 7:5       |
| 4.  | 12. September 2010 | Katowice       | ITF $25.000       | Sand      | Eva Birnerová         | 3:6, 6:2, 6:2  |
| 5.  | 30. September 2012 | Prag           | ITF $10.000       | Sand      | Zuzana Luknárová      | 6:2, 7:67      |
| 6.  | 8. Dezember 2013   | Pune           | ITF $25.000       | Hartplatz | Kamila Kerimbajewa    | 7:5, 7:65      |
| 7.  | 19. Oktober 2014   | Goyang         | ITF $25.000       | Hartplatz | Renata Voráčová       | 6:3, 3:6, 6:3  |
| 8.  | 2. November 2014   | Ningbo         | WTA Challenger    | Hartplatz | Wang Qiang            | 3:6, 7:5, 6:1  |
| 9.  | 8. Februar 2015    | Grenoble       | ITF $25.000       | Hartplatz | Tereza Martincová     | 7:62, 4:6, 6:1 |
| 10. | 22. Februar 2015   | Neu-Delhi      | ITF $25.000       | Hartplatz | Tadeja Majerič        | 6:1, 6:1       |
| 11. | 8. Mai 2016        | Cagnes-sur-Mer | ITF $100.000      | Sand      | Carina Witthöft       | 6:3, 7:5       |
| 12. | 16. Juni 2019      | Manchester     | ITF W100          | Rasen     | Sarina Dijas          | 7:61, 2:6, 6:3 |
| 13. | 19. August 2019    | New York City  | WTA International | Hartplatz | Camila Giorgi         | 5:7, 7:5, 6:4  |
| 14. | 16. Februar 2020   | Hua Hin        | WTA International | Hartplatz | Leonie Küng           | 6:3, 6:3       |
| 15. | 26. Juli 2024      | Prag           | WTA 250           | Sand      | Magdalena Fręch       | 6:2, 6:1       |

### Doppel
| Nr. | Datum             | Turnier        | Kategorie   | Belag             | Partnerin         | Finalgegnerinnen                     | Ergebnis         |
| --- | ----------------- | -------------- | ----------- | ----------------- | ----------------- | ------------------------------------ | ---------------- |
| 1.  | 30. Juni 2012     | Ystad          | ITF $25.000 | Sand              | Katarzyna Piter   | Oksana Kalaschnikowa Lenka Wienerová | 6:3, 6:3         |
| 2.  | 21. Oktober 2012  | Limoges        | ITF $50.000 | Hartplatz (Halle) | Sandra Zaniewska  | Irena Pavlovic Stefanie Vögele       | 6:1, 5:7, [10:5] |
| 3.  | 9. November 2012  | Équeurdreville | ITF $25.000 | Hartplatz (Halle) | Katarzyna Piter   | Amra Sadikovic Ana Vrljić            | 6:4, 7:64        |
| 4.  | 21. Dezember 2012 | Ankara         | ITF $50.000 | Hartplatz (Halle) | Katarzyna Piter   | Iryna Burjatschok Walerija Solowjowa | 6:2, 6:2         |
| 5.  | 12. Mai 2013      | Johannesburg   | ITF $50.000 | Hartplatz         | Chanel Simmonds   | Samantha Murray Jade Windley         | 6:1, 6:3         |
| 6.  | 2. Juni 2013      | Maribor        | ITF $25.000 | Sand              | Paula Kania       | Mailen Auroux Maria Irigoyen         | 6:3, 6:0         |
| 7.  | 7. Juli 2013      | Toruń          | ITF $25.000 | Sand              | Paula Kania       | Yuliya Beygelzimer Elena Bogdan      | 6:2, 4:6, [10:5] |
| 8.  | 20. Oktober 2013  | Limoges        | ITF $50.000 | Hartplatz (Halle) | Viktorija Golubic | Nicole Clerico Nikola Fraňková       | 6:4, 6:4         |
| 9.  | 10. April 2022    | Charleston     | WTA 500     | Sand              | Andreja Klepač    | Lucie Hradecká Sania Mirza           | 6:2, 4:6, [10:7] |
| 10. | 25. Juni 2022     | Eastbourne     | WTA 500     | Rasen             | Aleksandra Krunić | Ljudmyla Kitschenok Jeļena Ostapenko | kampflos         |

## Abschneiden bei Grand-Slam-Turnieren

### Einzel
| Turnier         | 2011 | 2012 | 2013 | 2014 | 2015 | 2016 | 2017 | 2018 | 2019 | 2020 | 2021 | 2022 | 2023 | 2024 | 2025 | Karriere |
| --------------- | ---- | ---- | ---- | ---- | ---- | ---- | ---- | ---- | ---- | ---- | ---- | ---- | ---- | ---- | ---- | -------- |
| Australian Open | —    | —    | —    | Q2   | Q1   | 1    | 1    | 3    | 1    | 1    | —    | 2    | HF   | 1    | 1    | HF       |
| French Open     | Q2   | —    | —    | Q1   | 1    | 1    | 3    | 1    | 2    | 1    | 3    | 2    | 1    | 1    | 1    | 3        |
| Wimbledon       | Q1   | —    | Q1   | Q1   | 1    | 1    | 1    | 1    | 3    |      | 3    | 2    | 3    | 1    | 1    | 3        |
| US Open         | Q1   | —    | Q1   | Q1   | 2    | 1    | 1    | 1    | 2    | 3    | 1    | 1    | 2    | 1    |      | 3        |

Zeichenerklärung: S = Turniersieg; F, HF, VF, AF = Einzug ins Finale / Halbfinale / Viertelfinale / Achtelfinale; 1, 2, 3 = Ausscheiden in der 1. / 2. / 3. Hauptrunde; Q1, Q2, Q3 = Ausscheiden in der 1. / 2. / 3. Qualifikationsrunde; nicht ausgetragen

### Doppel
| Turnier         | 2015 | 2016 | 2017 | 2018 | 2019 | 2020 | 2021 | 2022 | 2023 | 2024 | 2025 | Karriere |
| --------------- | ---- | ---- | ---- | ---- | ---- | ---- | ---- | ---- | ---- | ---- | ---- | -------- |
| Australian Open | —    | 1    | 2    | 2    | 1    | 1    | —    | AF   | 1    | —    | 1    | AF       |
| French Open     | 2    | 2    | 2    | 1    | —    | 2    | HF   | 1    | —    | 2    | 1    | HF       |
| Wimbledon       | 1    | —    | 1    | —    | 1    |      | 1    | 1    | 2    | 2    | 2    | 2        |
| US Open         | 1    | 1    | —    | AF   | 2    | —    | 2    | 1    | VF   | 2    |      | VF       |